# Ожелець-Дужи
Ожелець-Дужи (пол. Orzelec Duży) — село в Польщі, у гміні Лубніце Сташовського повіту Свентокшиського воєводства.
Населення — 299 осіб (2011).
У 1975-1998 роках село належало до Тарнобжезького воєводства.

## Демографія
Демографічна структура на день 31 березня 2011 року:
|          | Загалом | Допрацездатний вік | Працездатний вік | Постпрацездатний вік |
| -------- | ------- | ------------------ | ---------------- | -------------------- |
| Чоловіки | 152     | 36                 | 99               | 17                   |
| Жінки    | 147     | 30                 | 76               | 41                   |
| Разом    | 299     | 66                 | 175              | 58                   |